# Szczedrzyk
Szczedrzyk (niem. Sczedrzik) – wieś w Polsce, położona w województwie opolskim, w powiecie opolskim, w gminie Ozimek, nad Jeziorem Turawskim, 20 km na wschód od Opola.
W Szczedrzyku znajdują się m.in.: parafialny kościół św. Mikołaja (murowany, 3-nawowy), 2 cmentarze i pomnik ku czci mieszkańców poległych na obu wojnach światowych. W miejscowości działają m.in.: Publiczne Przedszkole nr 6, Publiczna Szkoła Podstawowa im. J. Pawła II (dawniej im. 25-lecia PRL-u), jednostka OSP, która jest włączona do KSRG i koło MN DFK. W Szczedrzyku funkcjonuje również klub sportowy KS Szczedrzyk.

## Administracja
Nieformalnie wyróżnia się w Szczedrzyku 1 część miejscowości – Podbory.
W 1864 r. wyróżnione były następujące części miejscowości: Pustkow – 0,25 mili na południowy wschód od miejscowości, Kryśline – 0,25 mili na północ od miejscowości, Zamoście – 0,25 mili na północ od miejscowości, Naług – 0,125 mili na północny zachód od miejscowości i Podborze – 0,125 mili na zachód od miejscowości. W 1910 r. wyróżnione były następujące części miejscowości: Zamoście, Kryślina, przysiółek Na Łuku i Wygon. Przysiółki Kryśliny, Ług i Zamoście (niem. Hinterbrück) zostały zlikwidowane w 1939 r. podczas tworzenia Jeziora Turawskiego.

## Nazwa
W łacińskiej Liber fundationis episcopatus Vratislaviensis (pol. Księga uposażeń biskupstwa wrocławskiego) z 1295 r. miejscowość wymieniona jest pod nazwą Scedricz we fragmencie Scedricz solvitur decima more polonico.
Nazwa miejscowości wywodzi się od słowa „szczodry”. Na przestrzni wieków ulegała ona zmianie, a odnotowane warianty to: Scedricz (ok. 1300), Scedrzikh (1400), Stzedryk (1532), Zrzendrzink (1644) i Sczedrczick.
18 lipca 1934 r. w miejsce nazwy Sczedrzik wprowadzono nazwę Hitlersee. 12 listopada 1946 r. nadano miejscowości polską nazwę Szczedrzyk.

## Historia
W wyniku badań archeologicznych, prowadzonych w latach 1937–1939 pod kierownictwem dra G. Raschkego, przy współpracy R. Dahnkego, F. Ullricha i O. Slaniny na obszarze miejscowości w związku z budową zbiornika retencyjnego Jezioro Turawskie, odkryto ślady późnorzymskiej kultury przeworskiej (czy ściślej, tzw. kultury dobrodzieńskiej), w tym m.in. cmentarzysko ciałopalne i późnorzymskie stanowiska osadnicze w Szczedrzyku oraz ślady osad późnorzymskich w Turawie. Wiek odkryć określono na III, IV wiek. Osady miały charakter ulicówek (szerokość drogi: 6 m) a 1-izbowe domy, oddalone od siebie średnio 2–6 m, miały konstrukcję słupowo-ramową o podstawie prostokątnej (6 m × 5 m). Osiedle składało się z części mieszkalnej i gospodarczej, w której znaleziono paleniska, jamy i resztki budowli nieznanego przeznaczenia. Odkryto także zespoły produkcyjne, związane z przetopem rudy darniowej i tkactwem. Zabytki wywieziono w czasie II wojny światowej do Czech, natomiast oryginalna dokumentacja badań zaginęła. W 1956 r. z Brna odesłano zabytki, jednakże okazały się zdekompletowane.
Najstarsze znane wzmianki o miejscowości o nazwie Scedricz pochodzą z 1300 roku (dokument Liber fundationis… z ok. 1305 roku). Miejscowość była wówczas zobowiązana, na podstawie „polskiego prawa”, do płacenia na rzecz biskupstwa wrocławskiego dziesięciny w wysokości 30 dzbanów miodu. 18 grudnia 1420 r. wrocławski bp Konrad, książę oleśnicki, wydzierżawił biskupie dziesięciny w Szczedrzyku. W 1532 r. na obszarze miejscowości znajdowały się 1153 roje pszczele. W latach 1566–1567 w miejscowości znajdowały się 2 młyny.
Wedle dokumentów z wizytacji kościelnej z 1676 r. w miejscowości znajdowały się 52 zagrody i 3 młyny; miała ona też własnego nauczyciela. W 1679 r. w miejscowości znajdowały się 3 młyny. W 1783/1784 r. w Szczedrzyku (wraz z Pustkowem) znajdowały się szkoła i 2 młyny; w 1845 r. w miejscowości funkcjonowały szkoła katolicka i leśnictwo. W 1857 r. wybudowano w Szczedrzyku 2-salowy budynek szkolny. W połowie XIX w. budowano linię kolejową z Opola do Tarnowskich Gór, której trasa miała wieść przez Szczedrzyk; w wyniku protestu mieszkańców z 1858 r. zmieniono trasę tak, iż przechodzi przez Dębską Kuźnię. W 1861 r. do szkoły uczęszczało 232 uczniów; w tym czasie do miejscowości należały także Dylaki, Jedlice i Pustków. W 1864 r. ziemie w Szczedrzyku były różnorodne, jednak przeciętnie średnie; uprawiano pszenicę, jęczmień, owies i grykę; znajdowały się w nim 3 młyny, królewska leśniczówka, 2 gospody i szkoła z 232 uczniami.
W 1910 r. zabudowa części miejscowości przedstawiała się następująco: Zamoście – 25 domostw, 2 sklepy i 2 młyny, Kryślina – 12 gospodarstw, przysiółek Na Łuku – 5 domostw, Wygon – 3 domostwa i 2 młyny wiatraki. Do głosowania podczas plebiscytu uprawnionych było w Szczedrzyku 1140 osób, z czego 989, ok. 86,8%, stanowili mieszkańcy (w tym 975, ok. 85,5% całości, mieszkańcy urodzeni w miejscowości). Oddano 1121 głosów (ok. 98,3% uprawnionych), w tym 1115 (ok. 99,5%) ważnych; za Polską głosowało 776 osób (ok. 68,9%), a za Niemcami 339 osób (ok. 30,1%). W 1927 r. założono w Szczedrzyku jednostkę straży pożarnej.
11 września 1993 roku, w wyniku nawiązania współpracy między Ozimkiem a Heinsbergiem, jednostka OSP w Szczedrzyku otrzymała od tamtejszej jednostki strażackiej wóz bojowy marki Mercedes wykorzystywany do 2012. Od sierpnia 2002 r. działa przy szczedrzyckiej szkole Izba Regionalna. Jej oficjalne otwarcie miało miejsce 17 grudnia 2002 r. w ramach obchodów 1600-lecia osadnictwa na obszarze Szczedrzyka.

## Demografia
W latach 1566–1567 mieszkało w Szczedrzyku 31 rodzin, gospodarujących na 32 hubach ziemi. W miejscowości było 27 pszczelarzy i znajdowało się w niej 1157 barci; wśród mieszkańców byli zarówno ludzie wolni jak i niewolnicy. W 1618 r. w miejscowości mieszkało 33 kmieci, 22 zagrodników, 1 półcelnik, 1 szewc i 1 kołodziej, w 1666 r. 27 pszczelarzy (posiadających 1157 barci), w 1679 r. – 52 wieśniaków, zagrodnicy i 3 młynarzy, w 1725 r. – 38 samodzielnych włościan gburów, a w 1783/1784 roku (wraz z Pustkowem) – 38 kmieci, 22 zagrodników i 15 chałupników. W 1845 r. swoją działalność w Szczedrzyku prowadziło 8 rzemieślników. W 1864 r. miejscowość zamieszkiwało 35 kmieci (niem. Bauer), 22 zagrodników (niem. Gärtner), 107 chałupników (niem. Ackerhäusler – 11 i Angerhäusler – 96) i 28 komorników (niem. Einlieger). W 1902 r. prenumerowano w miejscowości 15 egzemplarzy prasy polskiej.
| Rok                | 1784 | 1839 | 1845 | 1890 | 1900 | 1910 | 1925 | 1933 | 1939 | 1946 | 1960 | 1965 | 1996 | 2005 | 2009 |
| Liczba mieszkańców | 671  | 965  | 1069 | 1495 | 1514 | 1682 | 1879 | 2100 | 1756 | 1547 | 1914 | 1858 | 1020 | 1624 | 2101 |

(Źródła: .)

## Kościół i parafia
Kościół parafialny istniał w miejscowości już w XIV wieku. W rejestrze świętopietrza z 1447 roku, wymieniona jest w ramach dekanatu oleskiego parafia szczedrzycka. Po pożarze kościoła wzniesiono w 1639 r. nowy, także drewniany.
Wedle dokumentów z wizytacji szczedrzyckiej parafii przeprowadzonej w 1679 r. przez namysłowskiego dziekana, Wawrzyńca Joannstona, w miejscowości znajdował się drewniany kościół o wymiarach 29 łokci × 15 łokci (ok. 16 m × 9 m), posiadający 5 okien. Wzniesiono go w 1639 r. w miejscu poprzedniego kościoła, który spłonął w pożarze. Kościół nie był konsekrowany. Na wieży wisiały 3 dzwony, a wyposażenie wewnętrzne stanowiły m.in. ołtarz główny (o murowanej postawie, rzeźbiony, malowany i złocony, z rzeźbami Najświętszej Maryji Panny z Dzieciątkiem Jezus w środku i złoconą Mikołaja z Miry na górze), 2 ołtarze boczne, obrazy i drewniana chrzcielnica. Poza tym odnotowano następujące sprzęty i szaty liturgiczne: 2 srebrne kielichy, monstrancja, krzyż, 4 ornaty i obrusy do nakrywania mensy ołtarzowej. Do zabudowań parafialnych należały, oprócz plebanii (co do której zobowiązano mieszkańców miejscowości, że ją odnowią), 3 stajnie i spichlerz. W owym czasie proboszcz parafii pobierał następujące opłaty: 3 korce żyta i owsa miary opolskiej od 3 wieśniaków i po 1 korcu od pozostałych 49, po 1 groszu dla plebańskiego stołu od poszczególnych gospodarzy, po 1 korcu owsa od 3 młynarzy i po 1 srebrniku od każdego zagrodnika. Dodatkowo po 1 srebrniku od każdego z 14 wieśniaków z Biestrzynnika, i tyleż od każdego z 5 zagrodników z Smigulach (Pustków); od 13 włościan ze Schodni 10 i 1 korca owsa. Od mieszkańców Krasiejowa 13 korców owsa od 14 włościan, 1 miarę mąki od młynarza i po srebrniku od każdego ogrodnika. Od wieśniaków ze Staniszcz Małych 9 i 1 korca żyta oraz po srebrniku od każdego zagrodnika i każdej wdowy, natomiast od wieśniaków ze Staniszcz Wielkich 19 korców owsa i po srebrniku od każdego zagrodnika. Do proboszcza należało też beneficjalne pole, z którego mógł zebrać plony w ilości 8 korców zasianej oziminy i 8 korców zboża wiosennego wedle miary opolskiej. Do parafii Szczedrzyk należał wówczas także kościół filialny w Krasiejowie. W latach 1687–1688 miała miejsce kolejna wizytacja, przeprowadzona przez archidiakona Marcina Stephetiusa. W tym czasie w kościele stał już konfesjonał, okna były zakratowane, a ławki zachowały się w dobrym stanie.
7 sierpnia 1763 r. w trakcie pożaru miejscowości wywołanego piorunem spłonęły m.in. kościół i plebania. W 1773 r. rozpoczęto budowę nowego, drewnianego kościoła; budowniczym był cieśla Joseph Kihl z Dębia.
W latach 1898–1900 wybudowano w miejscowości nowy kościół. Został on usytuowany obok starego kościoła, który był już za mały dla coraz większej liczby parafian, na obszarze przykościelnego cmentarza. Stary kościół został rozebrany po wybudowaniu i odpowiednim wyposażeniu nowego obiektu. Nowy kościół został poświęcony 13 listopada 1900 roku, a jego konsekracji dokonał 20 maja 1905 r. kard. Georg Kopp. Kościół został zbudowany z cegły klinkierowej w stylu neoromańskim. Obiekt ma wymiary 42 m (długości) × 22 m (szerokości) × 12 m (wysokości) i posiada kształt bazylikowy. Składa się z przedsionka, 3 naw i półokrągłego prezbiterium; wieża (32 m wysokości) znajduje się po lewej stronie nawy głównej przy wejściu do kościoła. Obiekt został przykryty stropodachem pokrytym dachówką karpiówką. Pojemność kościoła wynosi 700 miejsc siedzących i miejsca stojące. Fundusze na jego budowę pochodziły od parafian, kurii wrocławskiej i państwa. Z powodu braku środków finansowych nie zakupiono ołtarza głównego, a w jego miejsce postawiono jeden z ołtarzy bocznych. W jego polu głównym znajduje się płaskorzeźba przedstawiająca wniebowzięcie Najświętszej Maryi Panny (Maria pociągającą za sobą na różańcu dusze czyśćcowe ludzi różnych stanów i powołań); po lewej stronie umieszczono rzeźbę Agnieszki Rzymianki, a po prawej Mikołaja z Miry. Ołtarze boczne zbudowano w podobnej konwencji jak ołtarz główny i poświęcono je św. Józefowi i Maryi Niepokalanej. W kościele znajdują się relikwie Faustyny Kowalskiej, Marii Merkert i Świętego Krzyża.
W miejscowości funkcjonował niegdyś klasztor Zgromadzenia Sióstr Służebniczek Najświętszej Maryi Panny Niepokalanie Poczętej. Budynek poklasztorny, nazywany domem św. Mikołaja, stał się siedzibą filii Gminnej Biblioteki Publicznej i parafialnego Caritasu.

## Pomnik poległym mieszkańcom
16 września 1934 r. odsłonięto i poświęcono w Szczedrzyku pomnik ku czci mieszkańców poległych i zaginionych na I wojnie światowej. Jego fundatorem był Związek Weteranów; na cokole wykuto nazwiska ofiar, a na szczycie umieszczono rzeźbę autorstwa Kosidły z Opola, przedstawiającą św. Jerzego walczącego ze smokiem. W 1991 r. lokalne koło MN DFK odrestaurowało pomnik; odsłonięto zacementowane w 1945 r. napisy, zamontowano tablice upamiętniające ofiary II wojny światowej i dodano podpis und D.F.K. Scedrzik do napisu o ofiarodawcy pomnika. Proces legalizacji pomnika trwał do 1993 roku. Podczas obchodów 10-lecia koła MN DFK w miejscowości oczyszczono, za zgodą konserwatora zabytków, pomnik; podczas czyszczenia powietrzem odpadła część tynku, zasłaniająca nazwę miejscowości nadaną w czasie rządów NSDAP – Hitlersee. W 2002 r. zauważono ten fakt i nagłośniono go w mediach, w wyniku czego nazwa została skuta.